# John Bodey
John Bodey né à Wells dans le Somerset en 1549 et mort à Andover le 2 novembre 1583 est un enseignant, théologien et apologète catholique anglais exécuté sous le règne d'Élisabeth Ire.

## Biographie
Né dans une famille de riches marchands il étudie au Winchester College et au New College d'Oxford dont il est diplômé en février 1576. Il intègre alors le corps enseignant. Néanmoins en juin de la même année lui et 7 autres étudiants-professeurs sont chassés de l'université. Leur seule faute: être catholique,. Ne pouvant continuer à exercer en Angleterre il part pour le continent et complète des études en droit civil au collège anglais de Douai. De retour en Angleterre en 1578 il est engagé comme simple professeur d'école dans le comté de Hampshire.
Pendant toutes ces années il ne se contente pas d'étudier et d'enseigner. Il se mêle de théologie et n'hésite pas à débattre religion avec les autorités religieuses locales. Arrêté une première fois en 1580, en pleine période d'hystérie anti-catholique, il est gardé trois ans prisonnier dans les geôles de la ville de Winchester. Il est condamné pour haute trahison une première fois en avril 1583 mais la condamnation est annulée. Il est une fois de plus jugé en août à Andover. Cette fois-ci il n'échappera pas à la condamnation et à la mort. Il meurt supplicié pendu, traîné sur une claie jusqu'à la potence et mis en quart. Avec lui est exécuté un des autres 7 laïcs  expulsés comme lui de l'Université d'Oxford pour être catholique John Slade.
Son propre frère Gilbert connaît comme lui la prison et la torture avant de s'évader vers la France et d'échapper à la mort.

## Vénération
Reconnu comme un martyr catholique, John Bodey fut béatifié en 15 décembre 1929 par le pape Pie XI. Vénéré par l'Église catholique il est fêté le 2 novembre et est compté dans la liste des Cent sept martyrs d'Angleterre et du pays de Galles.

## Voir également
- Martyrs de Douai
- Martyrologe romain
- Martyrs d'Angleterre et du pays de Galles
- Quatre-vingt-cinq martyrs d'Angleterre et de Galles
- Quarante martyrs d'Angleterre et de Galles
- Cinquante-quatre martyrs anglais
- Martyrs d'Oaten Hill
- Martyrs de Londres de 1591
- Les Martyrs de la Chartreuse de Londres